# Église San Tommaso Moro
L'église San-Tommaso Moro est une église de Rome, située dans le quartier Tiburtino.

## Histoire
Elle a été construite en 1921, et consacrée en 1926, comme l'église annexe du couvent des Sœurs Auxiliatrices, et initialement dédiée à Sainte-Marie-Auxiliatrice du Purgatoire. Les sœurs ont vendu tout leur complexe au diocèse de Rome, et le 15 novembre 1974, l'église a été érigée en paroisse avec le décret du cardinal-vicaire Ugo Poletti Neminem latet. Elle est dédiée à Saint Thomas More, humaniste, auteur du célèbre livre L'Utopie, et martyr anglais, qui a refusé de prêter serment de fidélité au roi Henri VIII comme chef de la nouvelle église anglicane.

## Description
L'église est de style néo-gothique à trois nefs, divisées par des colonnes se terminant en chapiteaux corinthiens. Elle possède des chapelles latérales.

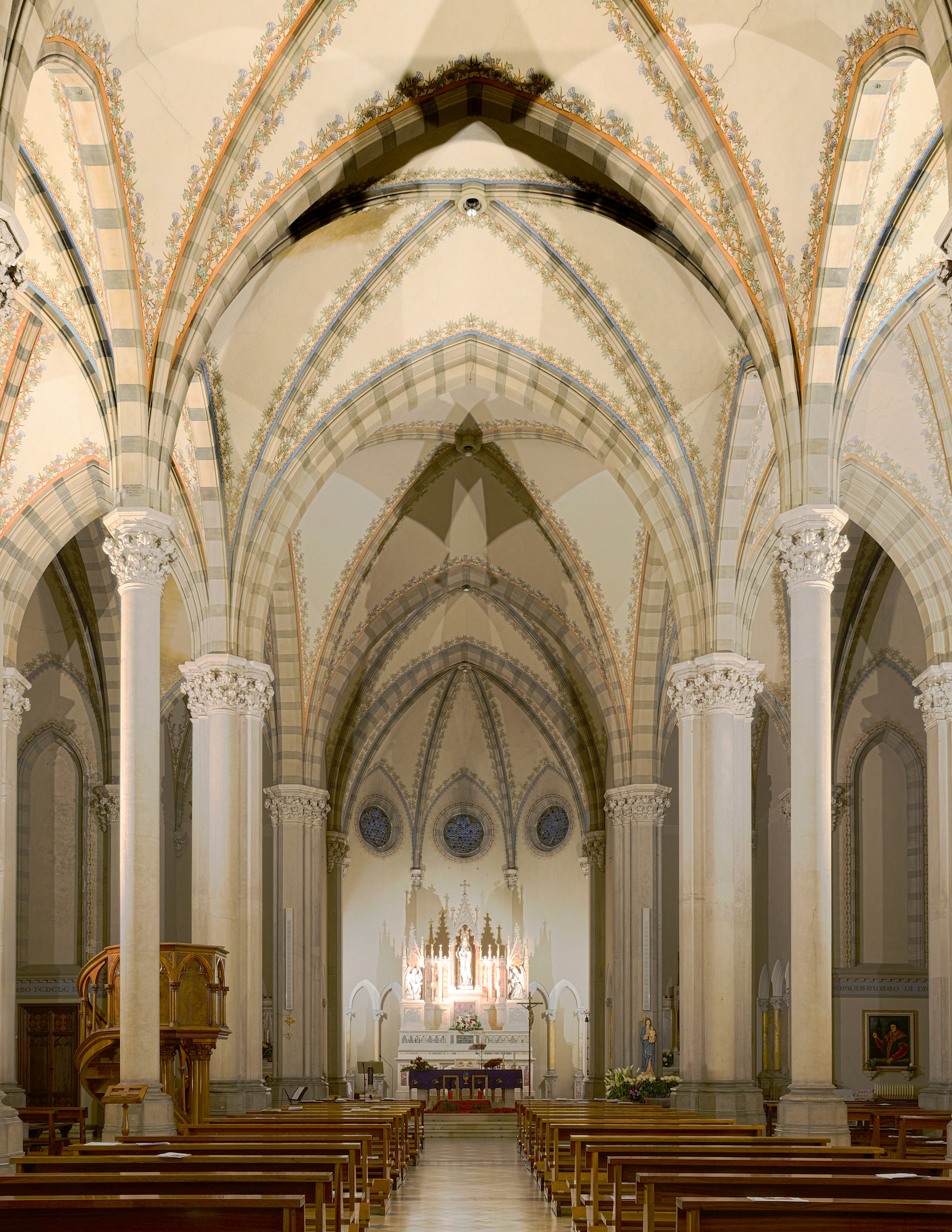
Intérieur néo-gothique